# Nymphon elegans
Nymphon elegans är en havsspindelart som beskrevs av Hansen, H.J. 1887. Nymphon elegans ingår i släktet Nymphon och familjen Nymphonidae.
Artens utbredningsområde är Norra Ishavet. Inga underarter finns listade i Catalogue of Life.